# Buluan
Buluan là một đô thị ở tỉnh Maguindanao, Philippines.

## Các đơn vị hành chính
Buluan được chia ra 7 barangay.
- Digal
- Lower Siling
- Maslabeng
- Poblacion
- Popol
- Talitay
- Upper Siling
- Dilag
- Salendab
- Malangit
- Tumbao
- Kayaga
- Tenok
- Kalman